# Arma de electrochoque

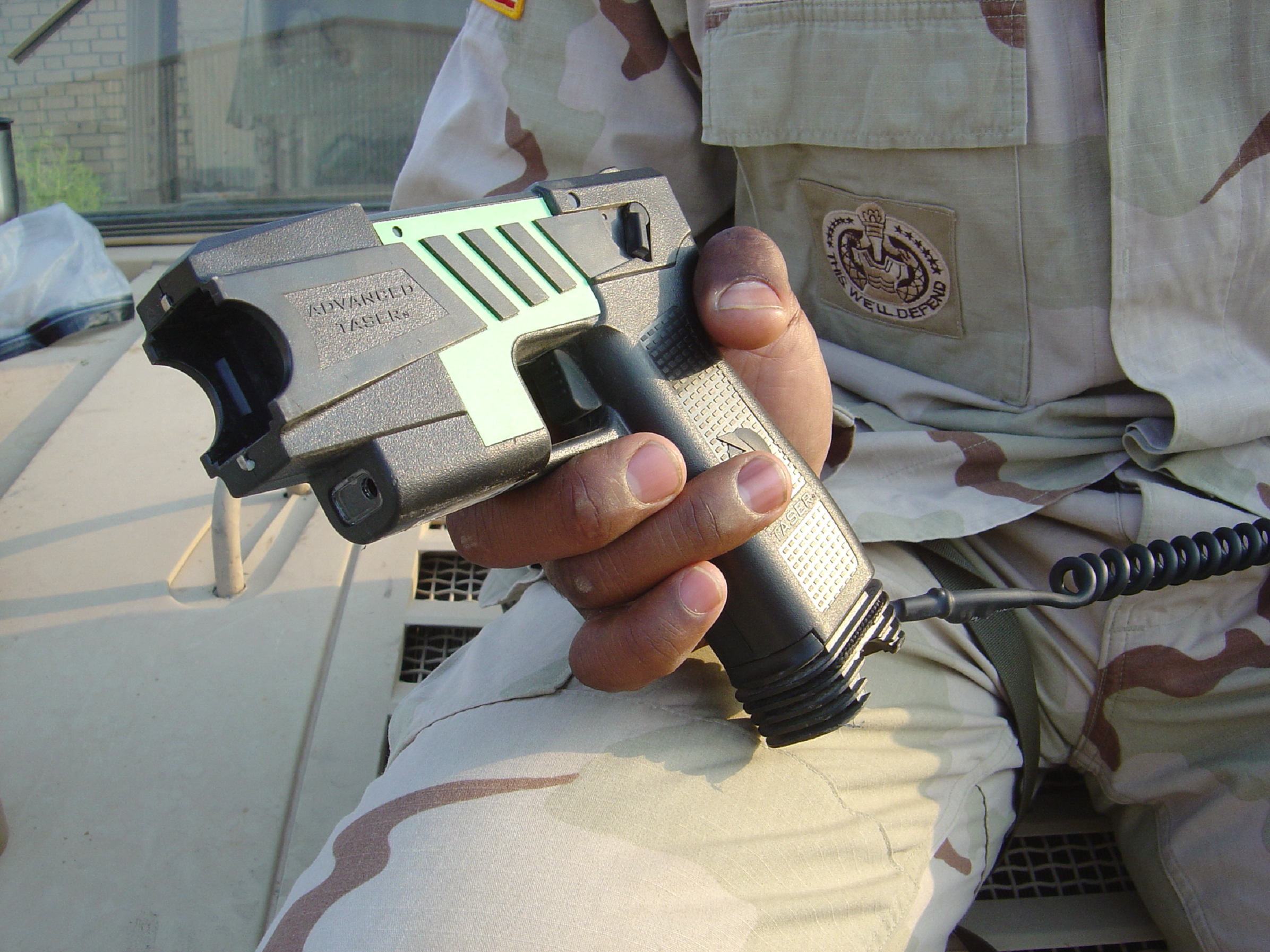
El arma eléctrica M-26 TASER.

Un arma de electrochoque es un arma diseñada para incapacitar a una persona o animal mediante descargas eléctricas que imitan las señales nerviosas y confunde a los músculos motores, principalmente brazos y piernas, inmovilizando al objetivo temporalmente. El dispositivo TASER ha recibido fuertes críticas por parte de organizaciones de derechos humanos, así como por el Comité contra la Tortura de la Organización de las Naciones Unidas, que dictaminó que el uso de armas táser provoca un dolor intenso, constituye una forma de tortura, y en algunos casos, puede incluso causar la muerte. El 90 % de las personas que sufren un ataque táser están desarmadas en el momento del ataque.
Una de las más conocidas es el arma eléctrica TASER o pistola eléctrica (llamada también pistola de corriente), que dispara proyectiles que administran una descarga eléctrica a través de un cable. Otras armas de electrochoque administran las descargas mediante contacto directo, como el bastón eléctrico.

## Características técnicas
El dispositivo TASER (acrónimo de Thomas A. Swift's Electric Rifle, que proviene de la novela Tom Swift and his electric rifle, en la que Tom Swift, personaje favorito de ficción de su inventor, John H. Cover, y protagonista de una serie de obras infantiles escritas por Victor Appleton entre 1910-1941, crea un rifle eléctrico) fue diseñado por John H. Cover, piloto de bombardero durante la Segunda Guerra Mundial y más adelante fuera director científico del North American Aerospace's Apollo Moon Landing Program. Es eficaz hasta 7,6 metros mediante el disparo de dos dardos unidos a sendos cables eléctricos, que transmiten los pulsos desde el arma hasta el agresor, si bien también funciona por contacto. Hasta julio de 2008, más de 1.400.000 personas probaron los efectos del dispositivo TASER, bien en intervenciones policiales o bien voluntariamente.

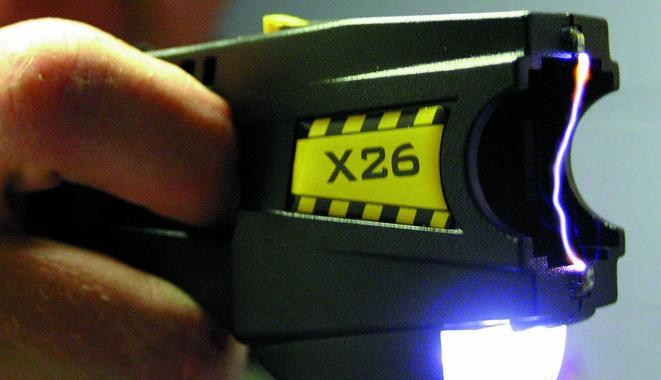
El dispositivo TASER creando un arco eléctrico entre los dos electrodos.

El arma eléctrica TASER moderna dispara dos dardos que contienen electrodos que se conectan con el arma mediante unos alambres de metal. El arma envía las cargas eléctricas a los electrodos, que al ser proyectados sobre una persona, descontrolan los músculos motores incapacitándola. Al principio los efectos de los primeros modelos tenían una cierta dificultad para traspasar la ropa gruesa, pero los últimos diseños son capaces de traspasar un chaleco antibalas.

### Porra de descarga eléctrica
Este tipo de Stun-Gun es parecido al que se utiliza para controlar el ganado siendo igual que una porra eléctrica TASER con menos potencia, con 7200 voltios y utilizada para la defensa personal. Tiene un extremo de metal compuesto por dos electrodos conectados a una batería que incluye el artefacto. En el otro extremo del eje se compone por un mango y un interruptor. En algunos casos este dispositivo se camufla en paraguas, teléfonos móviles, linternas e incluso estilográficas. Tienen a veces una opción de arco voltaico visible y ruidoso que se utiliza para advertir al contrario. Suele utilizar baterías recargables.

## Legalidad
Su uso está autorizado generalmente en niveles de amenaza muy inferiores al que requiere el uso de armas de fuego, apareciendo en ocasiones en el nivel inmediatamente superior a las órdenes verbales.

### Argentina
En Argentina su utilización ha generado diversas polémicas, en 2010, la corte falló contra el empleo de cinco armas eléctricas TASER importadas por la Policía Metropolitana de Buenos Aires, estableciendo que las armas TASER son consideradas instrumento de tortura por parte de ONG y del Comité contra la tortura de la ONU.
Dicho fallo de la justicia nacional fue revocado en 2015 por parte del Tribunal Superior de Justicia porteño. Tras el fallo del tribunal porteño integrado por 3 jueces, el país fue denunciado ante la corte Interamericana de derechos humanos. En 2016, la entonces política y Ministra de seguridad Patricia Bullrich autorizó el uso masivo de pistolas Taser en las fuerzas federales, lo que le valió múltiples denuncias. Justificando la necesidad de sub uso argumentando que "las pistolas Taser son como pistolas de agua que usan los chicos para jugar
En 2020, la ministra de Seguridad de la Nación, Sabina Frederic había elaborado un protocolo limitado su uso (restringiéndolas a reducido personal y en casos particulares), fundado en argumentos provenientes de ONG y diversos estudios.
Diversas localidades han indicado acciones para la compra de pistolas Taser como la Provincia de Buenos Aires
Finalmente, en marzo de 2023, el Gobierno Nacional —a través de ANMaC— autorizó la compra y, tras las inspecciones correspondientes, las pistolas Taser fueron aprobadas. Para uso de la Policía de la Ciudad de Buenos Aires.

### Australia
La posesión y uso de una pistola paralizante (incluidos los DEC TASER) por parte de civiles está considerablemente restringida, si no ilegal, en todos los estados y territorios. La importación a Australia está restringida y se requieren permisos.
El uso de armas paralizantes en la aplicación de la ley australiana es el siguiente:
Policía Federal Australiana y Territorio de la Capital Australiana: utilizado solo por oficiales adscritos al Grupo de Respuesta de Especialistas que intervienen en secuestros y  Sargentos de tareas generales calificados (patrulla) dentro de las carteras de Policía y Aviación de ACT  y miembros calificados de Equipos de apoyo de especialistas en las oficinas regionales.

### España
Las armas eléctricas TASER son usadas por la Policía Nacional. Son utilizadas también por numerosas policías locales de toda España.

### Francia
Las armas eléctricas TASER son usadas por la Policía Nacional de Francia y la Gendarmería. En septiembre de 2008, estuvieron disponibles para la Policía Municipal por un decreto, pero en septiembre de 2009, el Consejo de Estado revocó la decisión al juzgar que las especificidades del arma requerían una regulación y control más estrictos.
Sin embargo, desde el asesinato de una mujer policía en servicio, los dispositivos TASER han estado en uso nuevamente por las fuerzas policiales locales, desde 2010.

## Argumentos a favor
- El táser genera en vacío 50 000 V, pero en contacto con la persona cae a 400 V con una corriente de 2,1 mA, lo que presuntamente lo hace no letal para el humano. Esa postura ha sido sostenida por un estudio del Instituto de Medicina Legal de Málaga en Cuadernos de Medicina n.º 35 de 2004
- Debido a su presunta no letalidad, el arma ha sido utilizada en situaciones en las que no habría estado justificado el uso de armas de fuego.[1]
- Un estudio publicado en el American Journal of Public Health, que analizó la situación de diferentes casos de implementación de estas armas en policías estadounidenses, concluyó que la cantidad de lesiones bajó significativamente (entre un 25 y un 62 %), tanto para civiles como policías, luego de la implementación de estas armas.[20]

## Argumentos en contra
- Taser International, una de las principales firmas fabricantes, admitió en el año 2005 que el arma puede ser letal.[21]
- El 90% de las personas que sufren un ataque táser están desarmadas en el momento del ataque.[1]
- 269 personas murieron entre 2001 y 2007 tras recibir descargas por armas táser por parte de la Policía, en 39 de los cuales la autopsia determinó el táser como posible contribuyente.[1] En algunos casos, las muertes han sido atribuidas a la restricción física y estrés durante el arresto (con y sin táser) al fenómeno llamado "Sudden Death Following Restraint" (en español: "muerte súbita por la retención") como fue el caso del pasajero Robert Dziekanski en Canadá.[22]
- Al margen de su letalidad, el uso del táser produce un fuerte dolor en la persona objetivo sin dejar grandes marcas, por lo que la policía puede emplearla como arma de tortura encubierta:

El problema de las táser es que se prestan de forma inherente a cometer abusos, ya que son fáciles de llevar y fáciles de utilizar, y pueden infligir dolor físico equivalente a un calambre a nivel cuerpo con sólo pulsar un botón y sin dejar señales importantes. Hubo incluso personas a las que se les aplicaron descargas por no cumplir una orden policial tras haber quedado incapacitadas por una primera descarga.
Amnistía Internacional

- Un estudio de la Canadian Broadcasting Corporation demostró que al menos un 10% de las armas táser entregaban más potencia de la que debían.[1]
- El Comité de las Naciones Unidas contra la Tortura ha sostenido que el uso de estas armas "causa severo dolor que constituye una forma de tortura"[23] y ha recomendado a los Estados miembros que "consideren abandonar el uso de armas eléctricas táser"[24]
- El Comité de las Naciones Unidas para la Eliminación de la Discriminación Racial ha sostenido que las armas de tipo táser han sido "burdamente mal usadas", y empleadas "desproporcionadamente" contra población negra y latina.[25]
- En el período de junio de 2001 a marzo de 2007, solamente en los Estados Unidos, 150 personas murieron bajo custodia policial después de que se usaran "tásers" contra ellas.[26]